# Złotorzytka perska
Złotorzytka perska (Oenanthe chrysopygia) – gatunek małego wędrownego ptaka z rodziny muchołówkowatych (Muscicapidae). Gniazduje w południowej Armenii, Azerbejdżanie, większości obszaru Iranu (poza zachodnimi rubieżami i środkowymi równinami), Afganistanie, lokalnie również południowym Turkmenistanie i zachodnim Pakistanie. Zimuje od wschodniej Azji Zachodniej na wschód po północno-zachodnie Indie. Nie jest zagrożony wyginięciem.

## Taksonomia
Po raz pierwszy gatunek opisał Filippo De Filippi w 1863. Holotyp pochodził z Demawendu, najwyższego szczytu Iranu. Autor nadał nowemu gatunkowi nazwę Dromolaea chrysopygia.
Obecnie (2021) Międzynarodowy Komitet Ornitologiczny umieszcza złotorzytkę perską w rodzaju Oenanthe. Uznaje ją za gatunek monotypowy, podobnie jak i autorzy HBW, listy ptaków świata opracowywanej we współpracy BirdLife International z autorami HBW (5. wersja online: grudzień 2020), Clements Checklist of Birds of the World (sierpień 2019), jak i Howard and Moore Complete Checklist... (2014).
Dawniej przeważnie traktowano złotorzytkę perską i rdzawosterną (O. xanthoprymna) jako jeden gatunek. Różnią się one jednak znacząco upierzeniem. Istnieją doniesienia o występowaniu form pośrednich w północno-zachodnim Iranie, a tamtejszą populację opisano jako podgatunek O. c. cummingi. Mogą to jednak być pierwszoroczne złotorzytki perskie. Na istnienie form pośrednich nie dostarczono istotnych dowodów. Chamani et al. (2007) zbadali złotorzytki z obszaru nachodzenia się zasięgów obydwu gatunków, zarówno w terenie, jak i pod względem genetycznym. Wyraźnie widać różnice w upierzeniu między nimi a resztą populacji. Analiza filogenetyczna z wykorzystaniem sekwencji dwóch genów mitochondrialnych – ND2 i COI – wykazała, że najbliżej spokrewnione są ze złotorzytkami perskimi, chociaż schematem upierzenia odpowiadają bardziej O. xanthoprymna.
Kolejnym nieuznawanym podgatunkiem złotorzytki perskiej jest O. c. kingi. Jego przedstawicieli cechuje nieznacznie jaśniejsze upierzenie. Różnice są jednak tak niewielkie, że nie dają podstaw do wyodrębnienia podgatunku.

### Filogeneza
Białorzytki i złotorzytki z rodzaju Oenanthe przystosowały się do życia w pustynnych ekosystemach Palearktyki. Mimo że były przedmiotem licznych badań morfologicznych i ekologicznych, to dopiero w 2007 opublikowano wyniki pierwszych badań filogenetycznych. Te pomogły wyjaśnić część wątpliwości związanych z systematyką w obrębie rodzaju, która długo stanowiła przedmiot sporów. Użyto sekwencji dwóch genów mitochondrialnych – 16S rRNA i COI. Rodzaj Oenanthe okazał się dzielić na trzy główne klady. W pierwszym znalazła się złotorzytka perska oraz 5 innych gatunków. Według uzyskanych wyników złotorzytka perska to gatunek siostrzany wobec kladu złożonego z białogrzbietej (O. finschii) i srokatej (O. lugens). Schweizer et al. (2013) uwzględnili więcej gatunków. Kompleks gatunków O. lugens w tradycyjnym ujęciu okazał się być parafiletyczny. Białorzytka etiopska (O. lugubris) i jemeńska (O. (l.) lugentoides) to taksony siostrzane, a sama białorzytka srokata bliżej jest spokrewniona ze złotorzytką perską i złotorzytką rdzawosterną (O. xanthoprymna). Te różnią się znacząco morfologią i w tradycyjnym ujęciu nie uznawano ich za blisko spokrewnione. Potwierdza to wnioski z wcześniejszych badań, wedle których cechy morfologiczne w przypadku Oenanthe nie są dobrym wyznacznikiem wzajemnych relacji. Parafiletyczne, a tym samym wymagające rewizji okazały się być również rodzaje Myrmecocichla oraz Cercomela (obecnie już niewyróżniany, w ujęciu przedstawionym przez badaczy obejmował białorzytkę czarnosterną [Oenanthe melanura], rdzawosterną [O. familiaris], ubogą [O. dubia], jednobarwną [O. scotocerca] i piargową [O. fusca], trzy gatunki Emarginata oraz wrzośnika (Pinarochroa sordida)).
Wzajemne relacje części taksonów z rodzaju Oenanthes według Schweizer et al. (2013) przedstawia poniższy kladogram:
|  | \| \| O. lugens warriae + O.lugens lugens \| \| \| \| \| \| O. lugens halophila \| \| \| \| |
|  |                                                                                             |
|  | O. persica                                                                                  |
|  |                                                                                             |
|  | O. lugens warriae + O.lugens lugens                                                         |
|  |                                                                                             |
|  | O. lugens halophila                                                                         |
|  |                                                                                             |

|  | O. lugens warriae + O.lugens lugens |
|  |                                     |
|  | O. lugens halophila                 |
|  |                                     |

|  | \| \| O. lugens warriae + O.lugens lugens \| \| \| \| \| \| O. lugens halophila \| \| \| \| |
|  |                                                                                             |
|  | O. persica                                                                                  |
|  |                                                                                             |
|  | O. lugens warriae + O.lugens lugens                                                         |
|  |                                                                                             |
|  | O. lugens halophila                                                                         |
|  |                                                                                             |

|  | O. lugens warriae + O.lugens lugens |
|  |                                     |
|  | O. lugens halophila                 |
|  |                                     |

|  | \| \| O. lugens warriae + O.lugens lugens \| \| \| \| \| \| O. lugens halophila \| \| \| \| |
|  |                                                                                             |
|  | O. persica                                                                                  |
|  |                                                                                             |
|  | O. lugens warriae + O.lugens lugens                                                         |
|  |                                                                                             |
|  | O. lugens halophila                                                                         |
|  |                                                                                             |

|  | O. lugens warriae + O.lugens lugens |
|  |                                     |
|  | O. lugens halophila                 |
|  |                                     |

|  | \| \| O. lugens warriae + O.lugens lugens \| \| \| \| \| \| O. lugens halophila \| \| \| \| |
|  |                                                                                             |
|  | O. persica                                                                                  |
|  |                                                                                             |
|  | O. lugens warriae + O.lugens lugens                                                         |
|  |                                                                                             |
|  | O. lugens halophila                                                                         |
|  |                                                                                             |

|  | O. lugens warriae + O.lugens lugens |
|  |                                     |
|  | O. lugens halophila                 |
|  |                                     |

|  | \| \| O. lugens warriae + O.lugens lugens \| \| \| \| \| \| O. lugens halophila \| \| \| \| |
|  |                                                                                             |
|  | O. persica                                                                                  |
|  |                                                                                             |
|  | O. lugens warriae + O.lugens lugens                                                         |
|  |                                                                                             |
|  | O. lugens halophila                                                                         |
|  |                                                                                             |

|  | O. lugens warriae + O.lugens lugens |
|  |                                     |
|  | O. lugens halophila                 |
|  |                                     |

|  | \| \| O. lugens warriae + O.lugens lugens \| \| \| \| \| \| O. lugens halophila \| \| \| \| |
|  |                                                                                             |
|  | O. persica                                                                                  |
|  |                                                                                             |
|  | O. lugens warriae + O.lugens lugens                                                         |
|  |                                                                                             |
|  | O. lugens halophila                                                                         |
|  |                                                                                             |

|  | O. lugens warriae + O.lugens lugens |
|  |                                     |
|  | O. lugens halophila                 |
|  |                                     |

|  | \| \| O. lugens warriae + O.lugens lugens \| \| \| \| \| \| O. lugens halophila \| \| \| \| |
|  |                                                                                             |
|  | O. persica                                                                                  |
|  |                                                                                             |
|  | O. lugens warriae + O.lugens lugens                                                         |
|  |                                                                                             |
|  | O. lugens halophila                                                                         |
|  |                                                                                             |

|  | O. lugens warriae + O.lugens lugens |
|  |                                     |
|  | O. lugens halophila                 |
|  |                                     |

|  | \| \| O. lugens warriae + O.lugens lugens \| \| \| \| \| \| O. lugens halophila \| \| \| \| |
|  |                                                                                             |
|  | O. persica                                                                                  |
|  |                                                                                             |
|  | O. lugens warriae + O.lugens lugens                                                         |
|  |                                                                                             |
|  | O. lugens halophila                                                                         |
|  |                                                                                             |

|  | O. lugens warriae + O.lugens lugens |
|  |                                     |
|  | O. lugens halophila                 |
|  |                                     |

|  | O. lugentoides boscaweni + O. lugentoides lugentoides                                      |
|  |                                                                                            |
|  | \| \| O. schalowi + O. lugubris lugubris \| \| \| \| \| \| O. lugubris vauriei \| \| \| \| |
|  |                                                                                            |
|  | O. schalowi + O. lugubris lugubris                                                         |
|  |                                                                                            |
|  | O. lugubris vauriei                                                                        |
|  |                                                                                            |

|  | O. schalowi + O. lugubris lugubris |
|  |                                    |
|  | O. lugubris vauriei                |
|  |                                    |

|  | O. lugentoides boscaweni + O. lugentoides lugentoides                                      |
|  |                                                                                            |
|  | \| \| O. schalowi + O. lugubris lugubris \| \| \| \| \| \| O. lugubris vauriei \| \| \| \| |
|  |                                                                                            |
|  | O. schalowi + O. lugubris lugubris                                                         |
|  |                                                                                            |
|  | O. lugubris vauriei                                                                        |
|  |                                                                                            |

|  | O. schalowi + O. lugubris lugubris |
|  |                                    |
|  | O. lugubris vauriei                |
|  |                                    |

|  | O. lugentoides boscaweni + O. lugentoides lugentoides                                      |
|  |                                                                                            |
|  | \| \| O. schalowi + O. lugubris lugubris \| \| \| \| \| \| O. lugubris vauriei \| \| \| \| |
|  |                                                                                            |
|  | O. schalowi + O. lugubris lugubris                                                         |
|  |                                                                                            |
|  | O. lugubris vauriei                                                                        |
|  |                                                                                            |

|  | O. schalowi + O. lugubris lugubris |
|  |                                    |
|  | O. lugubris vauriei                |
|  |                                    |

|  | O. lugentoides boscaweni + O. lugentoides lugentoides                                      |
|  |                                                                                            |
|  | \| \| O. schalowi + O. lugubris lugubris \| \| \| \| \| \| O. lugubris vauriei \| \| \| \| |
|  |                                                                                            |
|  | O. schalowi + O. lugubris lugubris                                                         |
|  |                                                                                            |
|  | O. lugubris vauriei                                                                        |
|  |                                                                                            |

|  | O. schalowi + O. lugubris lugubris |
|  |                                    |
|  | O. lugubris vauriei                |
|  |                                    |

|  | \| \| O. lugens warriae + O.lugens lugens \| \| \| \| \| \| O. lugens halophila \| \| \| \| |
|  |                                                                                             |
|  | O. persica                                                                                  |
|  |                                                                                             |
|  | O. lugens warriae + O.lugens lugens                                                         |
|  |                                                                                             |
|  | O. lugens halophila                                                                         |
|  |                                                                                             |

|  | O. lugens warriae + O.lugens lugens |
|  |                                     |
|  | O. lugens halophila                 |
|  |                                     |

|  | \| \| O. lugens warriae + O.lugens lugens \| \| \| \| \| \| O. lugens halophila \| \| \| \| |
|  |                                                                                             |
|  | O. persica                                                                                  |
|  |                                                                                             |
|  | O. lugens warriae + O.lugens lugens                                                         |
|  |                                                                                             |
|  | O. lugens halophila                                                                         |
|  |                                                                                             |

|  | O. lugens warriae + O.lugens lugens |
|  |                                     |
|  | O. lugens halophila                 |
|  |                                     |

|  | \| \| O. lugens warriae + O.lugens lugens \| \| \| \| \| \| O. lugens halophila \| \| \| \| |
|  |                                                                                             |
|  | O. persica                                                                                  |
|  |                                                                                             |
|  | O. lugens warriae + O.lugens lugens                                                         |
|  |                                                                                             |
|  | O. lugens halophila                                                                         |
|  |                                                                                             |

|  | O. lugens warriae + O.lugens lugens |
|  |                                     |
|  | O. lugens halophila                 |
|  |                                     |

|  | \| \| O. lugens warriae + O.lugens lugens \| \| \| \| \| \| O. lugens halophila \| \| \| \| |
|  |                                                                                             |
|  | O. persica                                                                                  |
|  |                                                                                             |
|  | O. lugens warriae + O.lugens lugens                                                         |
|  |                                                                                             |
|  | O. lugens halophila                                                                         |
|  |                                                                                             |

|  | O. lugens warriae + O.lugens lugens |
|  |                                     |
|  | O. lugens halophila                 |
|  |                                     |

|  | \| \| O. lugens warriae + O.lugens lugens \| \| \| \| \| \| O. lugens halophila \| \| \| \| |
|  |                                                                                             |
|  | O. persica                                                                                  |
|  |                                                                                             |
|  | O. lugens warriae + O.lugens lugens                                                         |
|  |                                                                                             |
|  | O. lugens halophila                                                                         |
|  |                                                                                             |

|  | O. lugens warriae + O.lugens lugens |
|  |                                     |
|  | O. lugens halophila                 |
|  |                                     |

|  | \| \| O. lugens warriae + O.lugens lugens \| \| \| \| \| \| O. lugens halophila \| \| \| \| |
|  |                                                                                             |
|  | O. persica                                                                                  |
|  |                                                                                             |
|  | O. lugens warriae + O.lugens lugens                                                         |
|  |                                                                                             |
|  | O. lugens halophila                                                                         |
|  |                                                                                             |

|  | O. lugens warriae + O.lugens lugens |
|  |                                     |
|  | O. lugens halophila                 |
|  |                                     |

|  | \| \| O. lugens warriae + O.lugens lugens \| \| \| \| \| \| O. lugens halophila \| \| \| \| |
|  |                                                                                             |
|  | O. persica                                                                                  |
|  |                                                                                             |
|  | O. lugens warriae + O.lugens lugens                                                         |
|  |                                                                                             |
|  | O. lugens halophila                                                                         |
|  |                                                                                             |

|  | O. lugens warriae + O.lugens lugens |
|  |                                     |
|  | O. lugens halophila                 |
|  |                                     |

|  | \| \| O. lugens warriae + O.lugens lugens \| \| \| \| \| \| O. lugens halophila \| \| \| \| |
|  |                                                                                             |
|  | O. persica                                                                                  |
|  |                                                                                             |
|  | O. lugens warriae + O.lugens lugens                                                         |
|  |                                                                                             |
|  | O. lugens halophila                                                                         |
|  |                                                                                             |

|  | O. lugens warriae + O.lugens lugens |
|  |                                     |
|  | O. lugens halophila                 |
|  |                                     |

|  | O. lugentoides boscaweni + O. lugentoides lugentoides                                      |
|  |                                                                                            |
|  | \| \| O. schalowi + O. lugubris lugubris \| \| \| \| \| \| O. lugubris vauriei \| \| \| \| |
|  |                                                                                            |
|  | O. schalowi + O. lugubris lugubris                                                         |
|  |                                                                                            |
|  | O. lugubris vauriei                                                                        |
|  |                                                                                            |

|  | O. schalowi + O. lugubris lugubris |
|  |                                    |
|  | O. lugubris vauriei                |
|  |                                    |

|  | O. lugentoides boscaweni + O. lugentoides lugentoides                                      |
|  |                                                                                            |
|  | \| \| O. schalowi + O. lugubris lugubris \| \| \| \| \| \| O. lugubris vauriei \| \| \| \| |
|  |                                                                                            |
|  | O. schalowi + O. lugubris lugubris                                                         |
|  |                                                                                            |
|  | O. lugubris vauriei                                                                        |
|  |                                                                                            |

|  | O. schalowi + O. lugubris lugubris |
|  |                                    |
|  | O. lugubris vauriei                |
|  |                                    |

|  | O. lugentoides boscaweni + O. lugentoides lugentoides                                      |
|  |                                                                                            |
|  | \| \| O. schalowi + O. lugubris lugubris \| \| \| \| \| \| O. lugubris vauriei \| \| \| \| |
|  |                                                                                            |
|  | O. schalowi + O. lugubris lugubris                                                         |
|  |                                                                                            |
|  | O. lugubris vauriei                                                                        |
|  |                                                                                            |

|  | O. schalowi + O. lugubris lugubris |
|  |                                    |
|  | O. lugubris vauriei                |
|  |                                    |

|  | O. lugentoides boscaweni + O. lugentoides lugentoides                                      |
|  |                                                                                            |
|  | \| \| O. schalowi + O. lugubris lugubris \| \| \| \| \| \| O. lugubris vauriei \| \| \| \| |
|  |                                                                                            |
|  | O. schalowi + O. lugubris lugubris                                                         |
|  |                                                                                            |
|  | O. lugubris vauriei                                                                        |
|  |                                                                                            |

|  | O. schalowi + O. lugubris lugubris |
|  |                                    |
|  | O. lugubris vauriei                |
|  |                                    |

Według Schweizer et al. (2013) linie rozwojowe O. lugens+O. persica oraz O. chrysopygia+O. xanthoprymna rozdzieliły się około 0,484 mln lat temu, a linie O. chrysopygia i O. xanthoprymna – 0,113 mln lat temu. W wynikach uzyskanych przez Kakhi et al. (2015) nieco różni się pozycja tych gatunków względem siebie: O. lugens stanowi grupę siostrzaną wobec O. persica+(O. chrysopygia+O. xanthoprymna). Linia drugiego z tych kladów wyodrębniła się blisko 0,92 mln lat temu, następnie prawie 0,45 mln lat temu odłączyła się białorzytka perska (O. (l.) persica), a złotorzytka perska i rdzawosterna rozdzieliły się 0,09 mln lat temu. Według Jetz et al. (2012) około 1,52 mln lat temu rozeszły się linie rozwojowe O. chrysopygia+O. xanthoprymna i O. finschii+O. lugens, a O. chrysopygia i O. xanthoprymna – około 1,09 mln lat temu.

## Morfologia

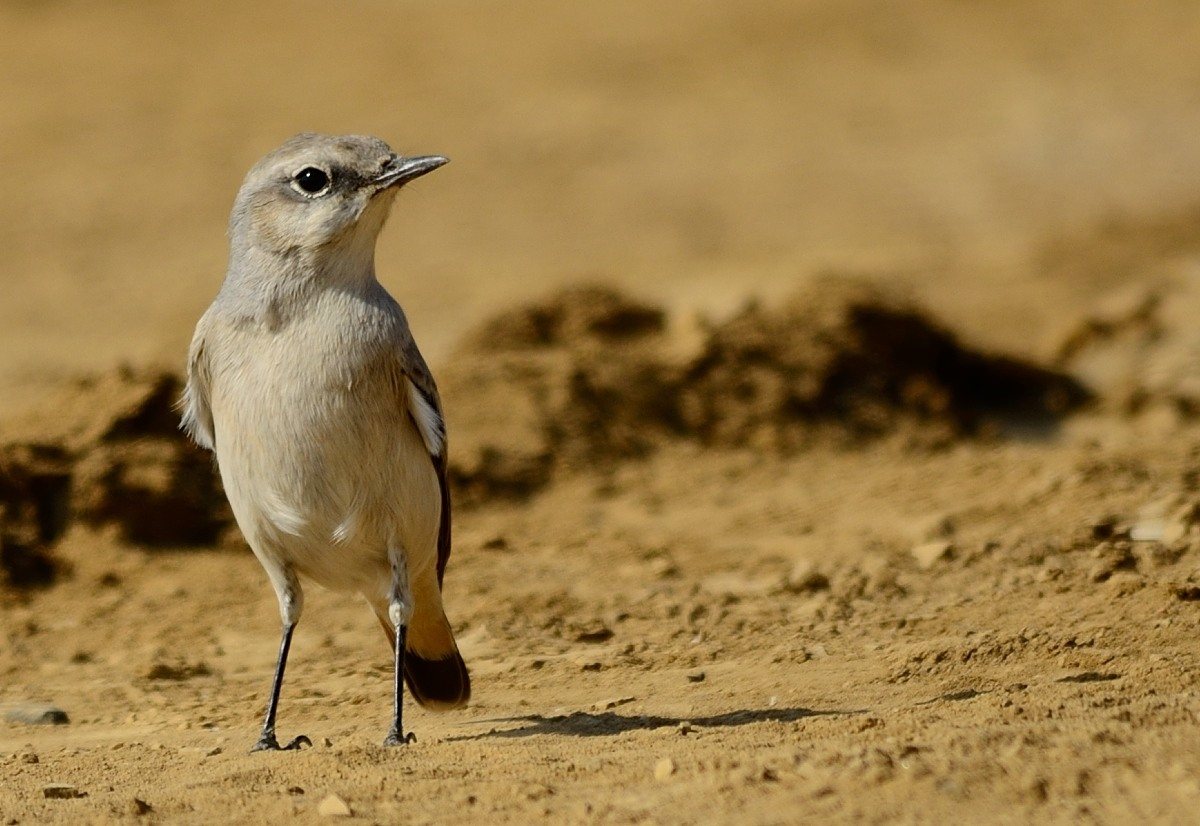
Zawsze rdzawoczerwony kuper i nasada ogona to jedna z cech charakterystycznych złotorzytek perskich; tu na zdjęciu widoczna też rdzawa część ogona

Długość ciała wynosi 14–15 cm, masa ciała – 18–29 g. Wymiary szczegółowe przedstawiono w poniższej tabeli.
| Płeć   | n  | Dł. skrzydła   | n  | Dł. ogona    | n  | Dł. dzioba       | n  | Dł. skoku        |
| ------ | -- | -------------- | -- | ------------ | -- | ---------------- | -- | ---------------- |
| samce  | 24 | 89–99 (93,7)   | 23 | 55–65 (59,4) | 39 | 16,5–19,8 (18,6) | 14 | 23,6–26,2 (24,8) |
| samice | 14 | 85–93,5 (90,0) | 14 | 54–62 (57,4) | 39 | 16,5–19,8 (18,6) | 14 | 23,6–26,2 (24,8) |

W upierzeniu nie występuje znaczący dymorfizm płciowy, samice są bardziej matowe. Osobniki młodociane podobne do samic, jednak jaśniejsze. Obszar od ciemienia po grzbiet jest szarobrązowy. Skrzydła brązowe z szerokimi szaropłowymi krawędziami piór. Kantarek czarniawy. Brew przed okiem płowa, za okiem szara. Biegnie dookoła nieco rdzawych pokryw usznych, a dalej po brodę i pierś. Boki tułowia jasnobrązowe. Okolice podogonia jasnopomarańczowe z płowym nalotem. Kuper i ogon jasnordzawe. Środkowe sterówki czarniawe, na pozostałych obecny czarniawy pasek przedkońcowy i rdzawe końcówki. Czerń na sterówkach R1 zajmuje odcinek 25–37 mm (średnio 31,7 mm; n=37), na R4 – 11–18 mm (średnio 14,4 mm; n=37). Dziób i nogi czarne. Tęczówka ciemnobrązowa.  
Złotorzytki perskie przypominają samice złotorzytek rdzawosternych. Wyróżniają się zawsze brudnobiałym (nie ciemnym) gardłem i rdzawoczerwonym (nie białym) kuprem i nasadą ogona. Szarobrązowe skrzydła nie mają raczej cech charakterystycznych; świeże lotki III rzędu są rdzawo obrzeżone. Pokrywy podskrzydłowe jasne, nie kontrastowo ciemne jak u złotorzytek rdzawosternych czy białorzytek pustynnych. Istotny jest również bardziej szarawy niż szarobrązowy odcień piór na grzbiecie. U młodocianych pióra z wierzchu skrzydeł mają szerokie cynamonowe krawędzie, brak jednak w ich upierzeniu widocznego nakrapiania czy cętkowania. Połączenie tego braku wzorów pokrywających upierzenie oraz rdzawego kupra i nasady ogona – mimo że w mniej intensywnym odcieniu – pozwala odróżnić młode osobniki złotorzytek perskich od wszystkich innych młodych białorzytek.

## Zasięg występowania
Złotorzytki perskie są wędrowne. Ich tereny lęgowe we wschodniej części zasięgu leżą w północno-wschodniej Turcji, południowej Armenii (góry Meghri i Urts) i Azerbejdżanie oraz na znacznym obszarze Iranu, zwłaszcza północnego. Dalej ciągną się przez południowy Turkmenistan (góry Kopet-dag), Afganistan i południowy Tadżykistan, gdzie obejmują część Pamiru. Na wschód sięga do skrajnie północno-zachodnich rejonów Pakistanu. Tam gniazdują w północnym Beludżystanie w pasmie Toba Achakzai (Góry Sulejmańskie) oraz na wzgórzach wokół Barshore w dystrykcie Pishin. Możliwe, że złotorzytki perskie gniazdują we wschodniej Turcji w prowincjach Erzincan i Malatya, wymaga to jeszcze potwierdzenia. Być może lęgi odbywają się też w północnym Iraku, gdzie obserwowano pary złotorzytek wiosną w dogodnych siedliskach.
Zimowiska w zachodniej części zasięgu rozmieszczone są u wybrzeży południowego Morza Czerwonego w południowo-wschodnim Egipcie, Sudanie i Erytrei. Następnie ciągną się przez południowy Półwysep Arabski. W Arabii Saudyjskiej leżą głównie w Prowincji Wschodniej i dalej na zachód aż po Rijad. Znajdują się też w Zjednoczonych Emiratach Arabskich, Omanie i Jemenie. Zajmują też obszar od południowego Iraku na wschód po południowy Iran, wschodni Afganistan, Pakistan oraz północno-zachodnie Indie. Zimujące złotorzytki perskie pojawiają na obszarze większości Pakistanu, od prowincji Chajber Pasztunchwa i wzgórz na północy kraju na południe po Sindh, a dalej przez Indie – Radżastan, Delhi i północny Gudźarat.

## Pożywienie
Pożywieniem złotorzytek perskich są głównie bezkręgowce, w większości mrówki i chrząszcze, do tego nieco materii roślinnej. W pokarmie zwierzęcym odnotowano dorosłe lub larwy chrząszczy z co najmniej 11 rodzin, motyli – z 7 rodzin, pluskwiaki – z 8 rodzin, wiele rodzajów błonkówek, a do tego prostoskrzydłe, termity, larwy mrówkolwowatych, muchówki z co najmniej 3 rodzin, pajęczaki, roztocze, wije, stonogi, zmieraczkowate; raz odnotowano małą jaszczurkę. Z roślin złotorzytki perskie zjadają między innymi nasiona lub owoce parolistowatych (Zygophyllaceae), marzanowatych (Rubiaceae), trędownikowatych (Scrophulariaceae), rdestowatych (Polygonaceae), wawrzynkowatych (Thymeleaceae) i morwy (Morus), a do tego liście i zielone łodygi traw.

## Ekologia i zachowanie
Złotorzytki perskie w okresie lęgowym zasiedlają pustynne i kamieniste zbocza (od łagodnie nachylonych po strome) – piargi z porozrzucanymi głazami, kamieniste granie i wąwozy, a do tego leżące odłogiem pola w suchych dolinach i pola głazów. Miejsce lęgowe często położone jest w pobliżu całorocznych strumieni. Jako żerowiska preferują te bardziej płaskie obszary w obrębie swoich terytoriów. Na zimowiskach i na przelotach w Bahrajnie i Omanie złotorzytki perskie pojawiają się na kamienistych pagórkowatych obszarach. W Pakistanie mogą występować na zakrzewionych pustyniach, niskich kamienistych wzgórzach, na wydmach i gliniastych równinach. W roślinności lęgowisk tych ptaków przeważają niskie górskie krzewy. W Armenii jest to na przykład dwukolczak śródziemnomorski (Paliurus spina-christi), migdałowiec pospolity (Prunus dulcis) i Atraphaxis spinosa, w Pakistanie – kapary (Caparis).
W Armenii gniazdują między 700 a 1200 m n.p.m. W południowo-zachodnim Iranie występują w przedziale wysokościowym 2500–4000 m n.p.m., w Afganistanie – 2000–2700 m n.p.m., w Tadżykistanie – 1200–3100 m n.p.n., w Pakistanie – powyżej 2100 m n.p.m. W Iranie podczas przelotów i na zimowiskach stwierdzane od poziomu morza do 2100 m n.p.m. W górach Mekran poza sezonem lęgowym występują od poziomu morza do 3300 m n.p.m.
W Iranie, południowej Azji Środkowej i Afganistanie złotorzytki perskie współwystępują z białorzytkami białogrzbietymi (O. finschii). Ich tereny lęgowe są jednak od siebie odizolowane, ponieważ ptaki te występują w innym przedziale wysokości. W zachodnim Iranie zachodzą na siebie obszary występowania złotorzytek perskich i rdzawosternych oraz białorzytki perskiej (O. persicus). W północno-środkowych górach Zagros współwystępują i krzyżują się ze złotorzytkami rdzawosternymi.

## Lęgi
Okres lęgowy na Kaukazie i w Iranie trwa od kwietnia do lipca. Dalej na wschód lęgi odbywają się głównie od połowy maja. W południowym Tadżykistanie obserwowano budowę gniazda i, pospolicie, opierzone młode w połowie czerwca, a w Afganistanie i Pakistanie – od kwietnia do kwietnia do czerwca lub lipca. Złotorzytki perskie wyprowadzają dwa lęgi w roku. Terytoria zwykle mają powierzchnię od 1,2 do 1,8 ha, a ogółem – od 0,5 do 3 ha. Nachodzą jednak na siebie na 30 do 100 m, zdarza się również – szczególnie na południowym Kaukazie – że złotorzytki odwiedzają terytoria innych par.
Gniazdo ma formę stosunkowo głębokiej czarki. Zbudowane jest z traw, a wyściełane delikatnymi trawami i korzonkami. Ulokowane może być w zagłębieniu w jaskini, wystawionej do wiatru szczeliny w klifie lub w starym gnieździe żołny (Merops). Od otworu wejściowego dzieli je 20–50 cm. Przy wejściu zebrane są niewielkie kamyki. W jego okolicy i samym tunelu wejściowym może znajdować się kilka warstw lub kupek kamieni, również zebranych przez kilka kolejnych lat; w jednym gnieździe znaleziono 453 kamienie o masie 3–4 g. Po połączeniu się złotorzytek perskich w parę samiec oprowadza samicę po terytorium. Ta wybiera miejsce na gniazdo, które buduje sama.
W zniesieniu znajduje się od 3 do 6 jaj. Skorupka ma barwę białą lub nieco niebieskawą, pokrywają ją niewielkie czerwonawe plamki. Wysiadywanie trwa około 13 dni. Brak informacji o czasie potrzebnym do opierzenia. Po 5–8 dniach po opierzeniu młode opuszczają okolice gniazda.

## Status i zagrożenia
IUCN uznaje złotorzytkę perską za gatunek najmniejszej troski (LC, Least Concern) od 2008 (stan w 2021). Wówczas ze względu na zmiany w systematyce otrzymała status zagrożenia pierwszy raz, wcześniej nie była rozpoznana jako odrębny gatunek. Liczebność światowej populacji nie została określona, ale gatunek jest opisywany jako zazwyczaj dość rzadki, chociaż w Afganistanie i Pakistanie jest rzadki, ale lokalnie pospolity, a w Omanie lokalnie pospolity. BirdLife International uznaje trend liczebności populacji za stabilny. Dla skrajnie nielicznej europejskiej populacji był on nieznany jeszcze co najmniej w 2015. Według danych z 2020 populacja z Armenii obejmowała od 70 do 105 par lęgowych.